# Medieprogrammet
Medieprogrammet var en gymnasial utbildning i Sverige som främst inriktade sig på information och kommunikation. Detta program hade förkortningen MP. Gemensamma kurser förutom kärnämneskurserna var: Arbetsmiljö och säkerhet, Datorkunskap, Mediekommunikation A, Mediekunskap, Medieproduktion A, Multimedia A samt Projektarbete. I och med Gymnasiereformen 2011 blev programmet borttagen från listan av valbara program. Delar av det inkluderas dock i det nya Samhällsvetenskapsprogrammet, som är ett helt nytt högskoleförberedande program i den nya gymnasieskolan. Programmet bygger på delar av dagens samhällsvetenskapsprogram men också på delar av medieprogrammet. Estetiska programmet har också en medieinriktning: Estetik och media. Enligt Skolverket fokuserar dock Estetiska programmets medieinriktning mer på det konstnärliga berättandet och den estetiska utformningen medan den samhällsvetenskapliga medieinriktningen fokuserar mer på det samhällsvetenskapliga innehållet.

## Inriktningar
1. Medieproduktion – inom inriktningen ingick en eller flera av följande ämnen: Expo och utställning, grafisk kommunikation, radio och andra ljudmedier, fotografisk bild, rörlig bild eller textkommunikation.
2. Tryckteknik – en mer praktisk utbildning med läran om olika grafiska tekniker samt hur trycksaker framställs.